# Île de Portland
Pour les articles homonymes, voir Portland.
L'île de Portland, en anglais Isle of Portland, est une île calcaire britannique de la Manche, s'étendant sur 6 kilomètres de longueur et 2,4 de largeur, reliée à la Grande-Bretagne par un grand tombolo de galets, nommé Chesil Beach (en).

## Géographie
Portland représente l'extrémité sud du comté de Dorset, elle est reliée par un pont à la ville de Weymouth, distante de huit kilomètres. En 2005 la population de l'île était de 12 630 habitants.

## Histoire

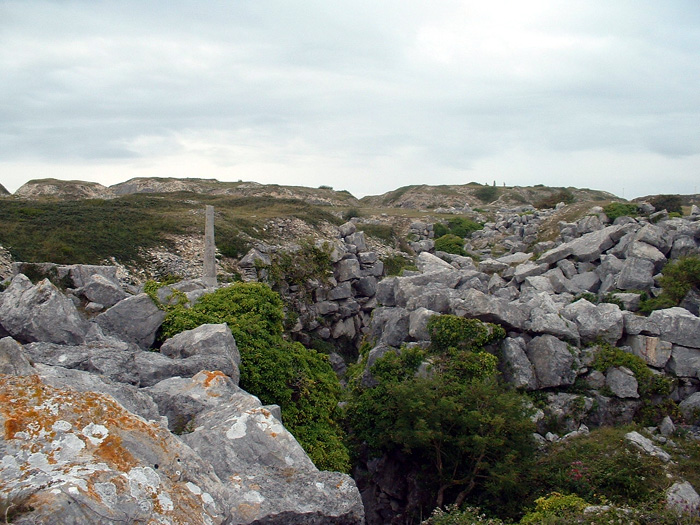
L'une des carrières abandonnées de Portland qui est maintenant devenue un parc de sculptures et une réserve naturelle.

Portland fut habité dès le Mésolithique. Il existe des vestiges de ces habitants du Mésolithique près de Portland Bill (pointe sud de l'île), et de toutes les autres époques depuis cette dernière. L'île fut occupée par les Romains, qui la nommèrent, semble-t-il, Vindelis (il n'existe cependant pas de preuve concernant cette allégation). L'un des auteurs favoris des Anglais Thomas Hardy appelait Portland The Isle of Slingers (l'île des frondeurs), car ses habitants étaient réputés pour la défense de leur île au moyen de leur fameux jets de pierres. Il l'appelait aussi The Gibraltar of the North (la Gibraltar du Nord), pas uniquement à cause de sa position géographique, mais aussi pour son climat plus doux et ses rues qui montent vers l'Underhill.
Portland est décrite dans la Chronique anglo-saxonne ainsi que dans les Annales de St Neots comme le site du premier raid viking sur le sol anglais en l'an 789. Le Portland Castle (en) fut construit par Henri VIII en 1539 à la suite des attaques françaises, sa construction coûta 4 964 £. Le château est l'un des mieux préservés de cette période de l'histoire britannique. Il est administré par l'English Heritage et ouvert au public.
L'île est un ancien Royal Manor, enregistrée comme « possession royale » dans le Domesday Book, et jusqu'au XIXe siècle demeura hors la juridiction administrative du comté. C'est la Couronne qui fit ouvrir nombre des carrières qui font la renommée de Portland. Après le Grand incendie de Londres, en 1666, Christopher Wren utilisa plus de six millions de tonnes de calcaire blanc de Portland pour reconstruire la plus grande partie de la ville, et certains des bâtiments fort célèbres, comme la cathédrale Saint-Paul de Londres et le siège des Nations unies à New York. Après la Première Guerre mondiale une carrière spéciale fut ouverte pour fournir la pierre du Cénotaphe de Whitehall et un demi-million de pierres tombales. Ce sont 800 000 pierres tombales qui en furent extraites après la Seconde Guerre mondiale. La pierre de Portland est toujours utilisée pour rénover et agrandir certains bâtiments prestigieux comme le British Museum.

## Architecture et urbanisme

### Port
Le port de Portland, avec ses 9 km2, est l'un des plus grands ports créés par la main de l'homme, et le second pour sa profondeur. Le port et la baie de Weymouth ont une particularité : une double marée basse, causée par le temps mis par la marée pour encercler l'île et sa course vers la pointe sud. La première pierre du brise-lames fut posée par le Prince Albert en 1849, et la dernière de la première phase de travaux par le Prince de Galles, Albert Edward, en 1872. Les brise-lames furent construits principalement par des sociétés privées, mais toutes les pierres furent transportées par des condamnés. 22 hommes perdirent la vie lors de leurs constructions. Les brise-lames sont composés de 5 731 376 tonnes de pierre et coûtèrent, jusqu'en 1871, 1 167 852 £. Le coût final fut quant à lui bien plus important.
L'île et son port furent une base de la Royal Navy pendant la Seconde Guerre mondiale, et c'est pourquoi l'île fut si souvent bombardée. Pour protéger le port des torpilles et des attaques de sous-marins, le HMS Hood (en) fut coulé dans le passage sud entre les deux brise-lames. La plus grande partie de la base navale fut fermée à la fin de la guerre froide en 1995. Jusqu'en 2005, le port abritait le dernier bateau-prison britannique, le HMP Weare (en).

### Phares
L'île comprend quatre phares, dont deux sont encore en activité, ainsi qu'un amer très caractéristique, l'obélisque de Trinity House.
- Phares en activité : le phare de Portland Bill et le phare de Portland.
- Phares désaffectés : Old Higher et Old Lower.

### Transports
L'A354 est la seule route connectant l'île à la Grande-Bretagne. Il existe aussi un aérodrome.

## Événements
- L'ile est connue pour avoir été la première cible des raids des Vikings sur le territoire anglais, et ce en 789.
- Le SS Pomeranian, paquebot de la Allan Line steamship (1887 - 1917) [1] fut torpillé en 1918 par la marine allemande près de Portland Bill (pointe sud de l'Île de Portland), le naufrage a fait 45 morts.

## Personnalités liées à la ville
- Edgar Frank Codd (1923-2003), informaticien, considéré comme l'inventeur du modèle relationnel des SGBDR, y est né.

## Dans les arts
- Le film Sur la plage de Chesil se déroule à Portland.

## Galerie

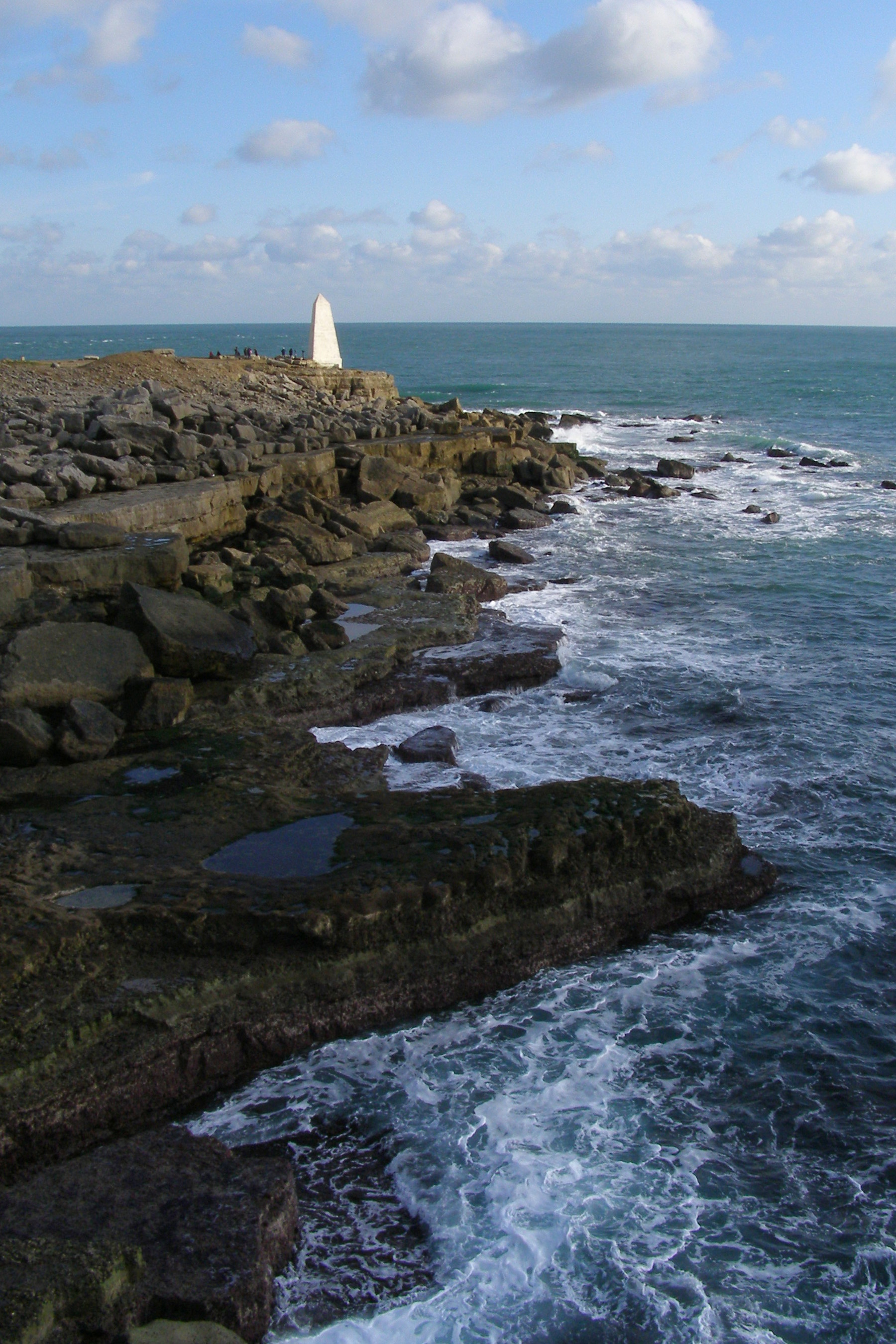
l'obélisque de Trinity House.
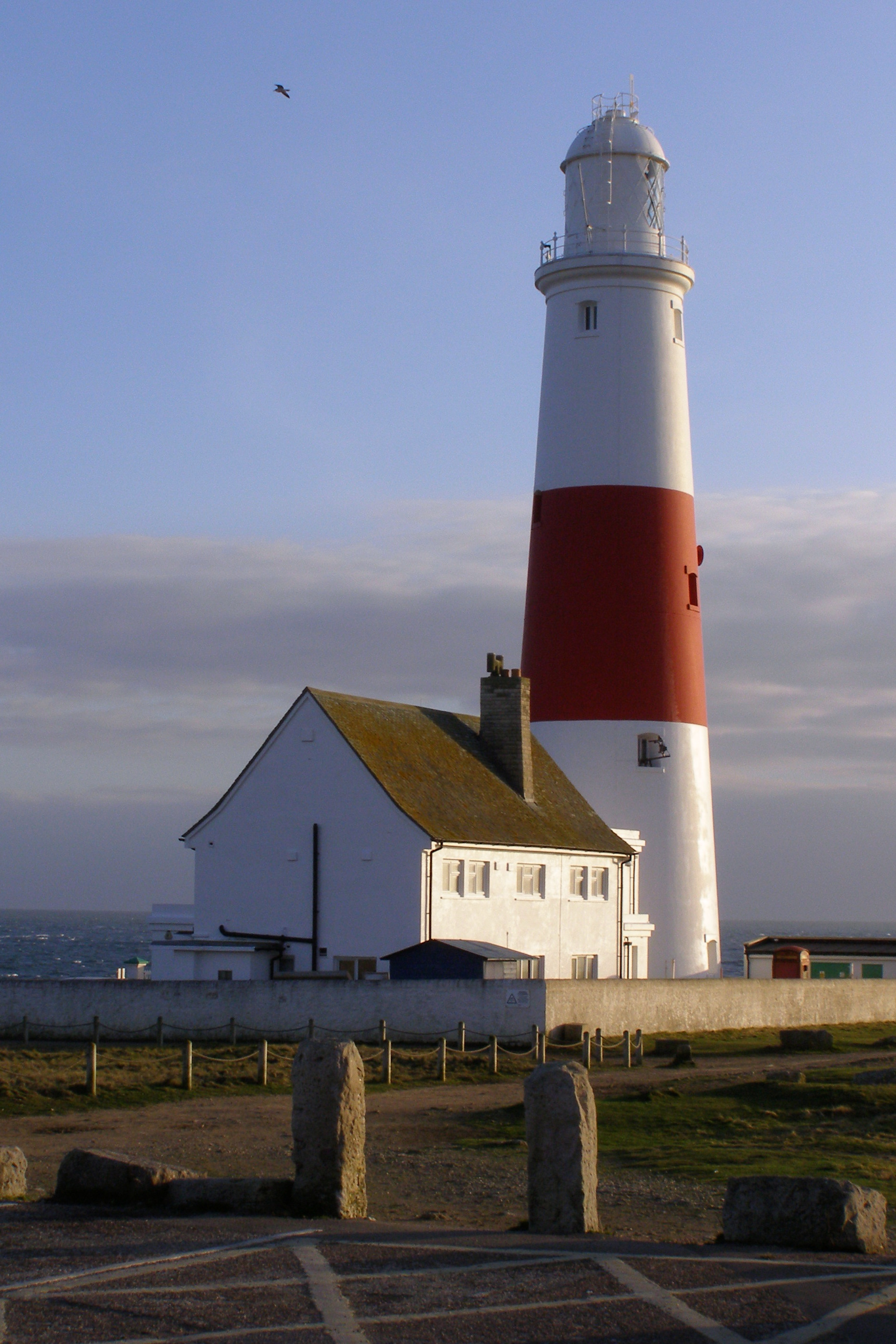
Le phare de Portland Bill.
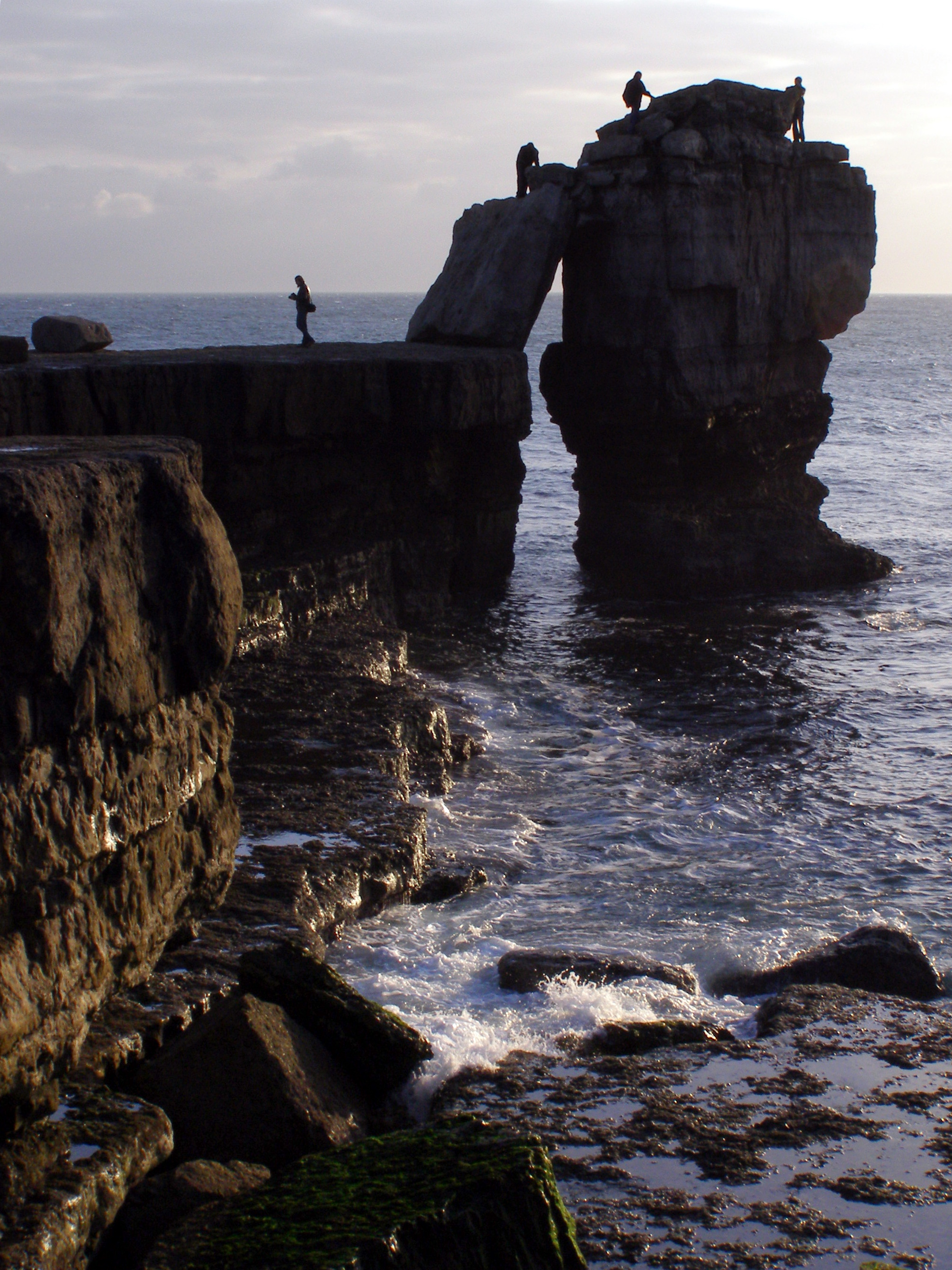
La côte de Portland.
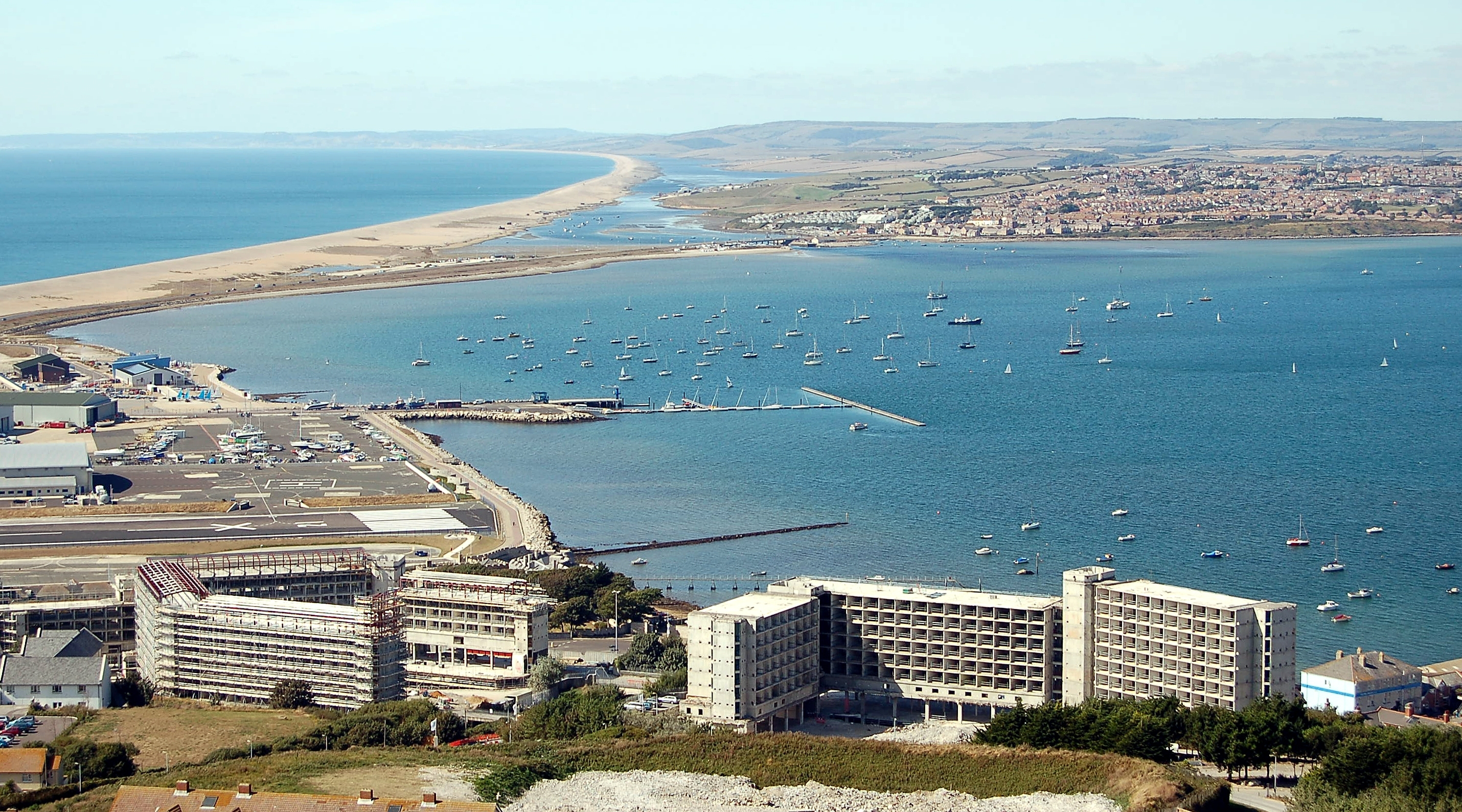
Une partie du port et de l'aéroport.